# Shirley Brown
Shirley Brown (West Memphis (Arkansas), 6 januari 1947) is een Amerikaanse rhythm-and-blues-zangeres, vooral bekend van haar miljoenenseller Woman to Woman, die in 1975 werd genomineerd voor een Grammy Award.

## Biografie
Brown werd geboren in West Memphis, maar groeide op in Madison (Illinois), waar ze op 9-jarige leeftijd begon met zingen in de kerk. Vroege ervaring met het zingen van gospel gaf haar een krachtige maar expressieve stem, die vergelijkbaar was met die van Aretha Franklin. Albert King ontdekte haar toen ze 14 was en zong in de Harlem Club in Brooklyn (Illinois). De jonge Shirley ging negen jaar lang op pad met King. Terwijl King ervoor zorgde dat ze een tutor had, verbrak Brown vaak haar lessen om met de band te werken. In 1972 woonde Shirley in East St. Louis, Illinois, waar ze haar eerste plaat maakte voor het Abet-label genaamd I Ain't Gonna Tell en Love Built on a Strong Foundation volgde. Orkestleider Oliver Sain produceerde de plaat. Sain werkte tien jaar eerder samen met King aan zijn eerste hit. In 1974 raadde King Brown aan bij Stax Records in Memphis (Tennessee), waar hij al een tijdje een van de sterren van het label was. Haar hit Woman to Woman uit 1974 stond twee weken op #1 in de Billboard r&b-hitlijst en klom naar #22 in de Billboard Hot 100. In december 1974 werden meer dan een miljoen exemplaren verkocht, goed voor een gouden schijf. Het zou de laatste grote hit bij Stax blijken te zijn. Het nummer werd later gecoverd door Barbara Mandrell in 1978 en werd een top-vijf countryhit.
Het redelijk succesvolle debuutalbum Woman to Woman werd uitgebracht door Stax op hun Truth-label, maar in 1975 had het bedrijf financiële problemen en werd het ook geconfronteerd met rechtszaken. De vervolgsingle It Ain't No Fun was slechts een matig succes en Stax beëindigde kort daarna de werkzaamheden. Haar ondertekening bij Arista Records in 1977 resulteerde in het album Shirley Brown, geproduceerd door de voormalige Stax-eigenaar Jim Stewart en schrijver-producent Bettye Crutcher, die de meeste nummers verzorgde. Deze omvatten Blessed Is The Woman, dat #14 in de r&b-hitlijst bereikte (#102 pop). Brown bleef sindsdien opnemen voor verschillende labels, waaronder Fantasy Records op het opnieuw gevormde Stax-label en Sound Town. Ze werkt sinds 1989 bij het in Mississippi gevestigde blueslabel Malaco Records. Ze blijft een populaire live-artiest, voornamelijk in de zuidelijke staten van de Verenigde Staten, zonder het opnamesucces van haar eerdere jaren te hebben geëvenaard.

## Onderscheidingen
- 1975: Nominatie Grammy Award voor «Best Rhythm & Blues Vocal Performance - Female»

## Discografie

### Singles
- 1974:	Woman to Woman
- 1975:	It Ain't No Fun
- 1977:	Blessed Is The Woman (With A Man Like Mine)
- 1979:	After a Night Like This
- 1989:	Ain't Nothin' Like The Lovin' We Got
- 1995:	You Ain't Woman Enough (To Take My Man)

### Albums
- 1974:	Woman to Woman
- 1977:	Shirley Brown
- 1979:	For the Real Feeling
- 1984:	Intimate Storm
- 1989:	Fire & Ice
- 1991:	Timeless
- 1993:	Joy and Pain
- 1995:	Diva of Soul
- 1997:	The Soul of a Woman
- 1998:	Three Way Love Affair
- 2000:	Holding My Own
- 2004:	Woman Enough
- 2009:	Unleashed

- Bibliothèque nationale de France: cb13974554v (data)
- Gemeinsame Normdatei: 135246636
- International Standard Name Identifier: 0000 0000 6308 7634
- Library of Congress Control Number: no2005036231
- MusicBrainz: 61f1ebb5-b16c-4386-93d2-b48bfc651a8e
- Nederlandse Thesaurus van Auteursnamen: 073024619
- Virtual International Authority File: 12499398
- WorldCat: E39PBJgX9RwyH3PQXT8rqYhyh3